# Яган-Док'я
Яга́н-До́к'я (рос. Яган-Докья, удм. Яган-Докья) — село в Малопургинському районі Удмуртії, Росія.
Урбаноніми:
- вулиці — Азіна, Березова, Бурановська, Жовтнева, Зарічна, Комсомольська, Набережна, Нова, Першотравнева, Підгірна, Піонерська, Радгоспна, Радянська, Садова, Ставкова, Східна, Трактова, Шкільна
- провулки — Зелений, Радянський, Шкільний

## Населення
Населення — 1274 особи (2010; 1285 в 2002).
Національний склад станом на 2002 рік:
- удмурти — 65 %
- росіяни — 32 %

## Відомі люди
- Жигульова Антоніна Михайлівна — Герой Соціалістичної Праці.